# 下眶孔頭鯛
下眶孔頭鲷，為輻鰭魚綱奇鯛目大鱗鲷科的其中一種。分布於北大西洋西南太平洋海域，屬深海魚類，棲息深度500-1000公尺，體淡褐色，魚鰭無色，口腔褐色，頭部有稜角，背鰭硬棘3枚;背鰭軟條5枚;臀鰭硬棘1枚;臀鰭軟條17枚，體長可達10公分。

## 扩展阅读
維基物種上的相關：下眶孔頭鲷